# Kalafati
Kalafati (cyr. Калафати) – wieś w Serbii, w okręgu zlatiborskim, w gminie Priboj. W 2011 roku liczyła 255 mieszkańców.